# Фільмотека

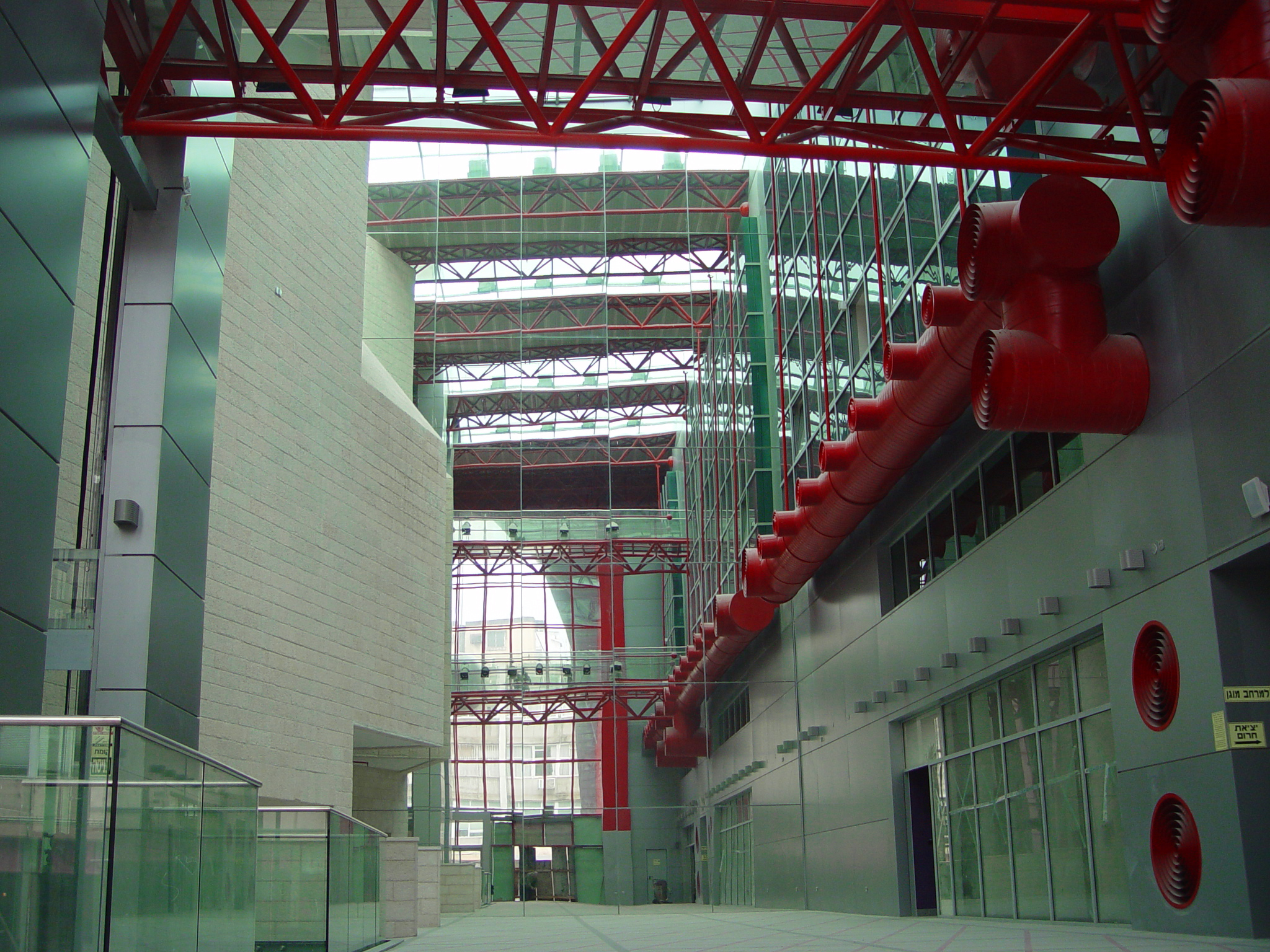
Фільмотека в Тель-Авіві

Фільмотека, сінематека (фільм + грец. Theke — сховище, ящик; англ. Stock Library) — установа, що займається збиранням, зберіганням, технічною обробкою кінофільмів, а також їх вивченням і популяризацією. У 1938 р. організувалася Міжнародна федерація кіноархівів (FIAF творів світового кіно, міжнародний обмін фільмів. Серед найбільших фільмотек: Госфільмофонд Росії, Французька сінематека, Національна кінобібліотека Британського кіноінституту, Центральний фільмархів Польщі, Кінобібліотека музею сучасного мистецтва в США.
У фільмотеках зберігаються художні, науково-популярні, документальні і навчальні фільми. Багато фільмотек зберігають також фотографії, книги, журнали, сценарії, монтажні листи, ескізи декорацій, костюмів, кіно пресу та ін. Фільмотеки випускають довідники, каталоги, покажчики, періодичні бюлетені, тематичні збірки — результат фільмографічної праці із систематизації фондів та історії кіно. Важливу частину роботи фільмотек складає упорядкування і відновлення старих стрічок. Фільмоматеріали піддаються регулярній технічній перевірці і реставрації, удосконалюється технологія методів обробки і профілактики плівки. Багато фільмотек мають у своєму розпорядженні кінозали, де демонструють стрічки минулих років.
Фільмотеки влаштовують цикли лекцій і переглядів з історії кіно, ведуть популяризаторську роботу в тісному зв'язку з діяльністю кіноклубів та інших громадських організацій.

## Додаткова література
- Фільмотека // Літературознавча енциклопедія : у 2 т. / авт.-уклад. Ю. І. Ковалів. — Київ : ВЦ «Академія», 2007. — М — Я. — С. 535.